# Andreas Kalbitz
Andreas Kalbitz (Munique, 17 de novembro de 1972) é um político neonazista alemão, filiado ao partido de extrema-direita Alternativa para a Alemanha.